# Patience (Peter Hammill)
Patience è un album in studio del cantante britannico Peter Hammill, pubblicato nel 1983.

## Tracce
1. Labour of Love – 5:52
2. Film Noir – 4:16
3. Just Good Friends – 4:26
4. Jeunesse d'Orée – 4:45
5. Traintime – 4:25
6. Now More Than Ever – 5:36
7. Comfortable? – 4:54
8. Patient – 6:14

## Formazione
- Peter Hammill – voce, tastiere, chitarra
- Guy Evans – batteria, percussioni
- Nic Potter – basso
- John Ellis – chitarra
- David Jackson – sassofono, flauto di Pan (1,7)
- Stuart Gordon – violino (3)
- David Lord – sintetizzatore (3)